# Kunstmuseum St. Gallen
Il Museo d'arte di San Gallo (in tedesco: Kunstmuseum St.Gallen) con la sua pinacoteca e numerose mostre temporanee, è uno dei più importanti  musei d'arte della Svizzera orientale. Si trova nel centro di St. Gallen e ospita una ricca collezione di dipinti e sculture dal tardo Medioevo ai giorni nostri. Il focus della collezione sono la pittura olandese del 17 ° secolo, l'arte del 19 ° secolo proveniente dalla Svizzera, Germania e Francia, la pittura alpigiana dell'Appenzello, e la scena internazionale dell'arte contemporanea. Dal 2012 il museo è supportato dalla fondazione "Kunstmuseum St. Gallen".

## La collezione
Nella collezione del Kunstmuseum St.Gallen è presente solo una piccola collezione di dipinti dal tardo Medioevo al Rinascimento, in cui manca soprattutto la pittura svizzera a causa dell'iconoclastia della Riforma. Tra le prime opere del museo vi sono il ritratto di Balthasar di Kerpen creato da Bartolomeo Bruyn il Vecchio nel 1538 e l'opera dipinta del 1540 La via del Calvario di Herri met de Bles. Un esempio della prima pittura barocca in Italia è lo studio dell'olio di San Sebastiano di Federico Barocci. Un focus della collezione del museo è il dipinto olandese dell'età d'oro. In mostra una natura morta con fiori e brocca di terracotta di Jan Davidsz. de Heem, frutto con pappagallo di Gijsbert Gillisz. de Hondecoeter, vecchio con le mani sovrapposte di Salomon Koninck o bevendo contadini di Adriaen van Ostade. Altre immagini di questa area di raccolta sono il paesaggio di alberi con mucche e acque di Jacob Salomonsz. van Ruysdael e The Canary, che interpretano i bambini di fronte a un gruppo di Ercole di Adriaen van der Werff.
Ampia è anche la collezione con opere del XIX e inizio XX secolo. Questi includono opere di artisti tedeschi come cavalieri e ragazzi stabili con cavalli a mano davanti a Rottach Egern di Wilhelm von Kobell, gola di montagna con donne che fanno il bagno di Carl Spitzweg, ritratto di Nanna di Anselm Feuerbach, ritratto del pittore A. Splitgerber di Wilhelm Leibl e ritratto di una signora di Franz von Lenbach. Già alla transizione al modernismo sono i dipinti impressionisti Autoritratto con cappello nero e bastone di Lovis Corinth e studio del pittore alla Porta di Brandeburgo a Berlino di Max Liebermann. Il paesaggio vicino a Kähnsdorf dall'austriaco Carl Schuch è tenuto in uno stile simile. Il museo mostra anche una buona panoramica della pittura francese dell'epoca. Ad esempio, i dipinti di Camille Corot a Riva sul Lago di Garda e sul Lago con Fisherman nel suo Barque e Jean-François Millet come ritratto maschile. Eugène Delacroix è rappresentato con una caccia al leone e Gustave Courbet con le opere Lago di Ginevra, paesaggio del Giura a Ornans e la spiaggia. Le opere dell'impressionismo francese sono il paesaggio fluviale con barca a Pontoise e Villa in the Hermitage, Pontoise di Camille Pissarro, Le jardin di Alfred Sisley e Palazzo Contarini, Venezia di Claude Monet.
Ferdinand Hodler è uno degli artisti svizzeri più famosi nel museo. Da lui, il museo possiede le opere Lied da lontano (prima versione) e The Lauterbrunner Breithorn (prima versione). Oltre alle opere di questo artista di fama internazionale, il museo ha costruito una collezione di opere dell'Appenzeller Bauernmalerei dalla metà del 20 ° secolo. Esempi di questo Senntumsmalerei sono i pascoli di bestiame sotto Kamor, Hohem Kasten e Staubern di Bartholomäus Lämmler, Alp Wendbläss di Johannes Müller e Drei Sennen Jassen e il cane di Franz Anton Haim.
Le opere di rinomati artisti moderni e contemporanei offrono una panoramica dello sviluppo dell'arte del XX e del XXI secolo. La gamma si estende da Ernst Ludwig Kirchner e il suo dipinto Alpaufzug del 1918-19 all'opera di Imi Knoebel Hello Darkness del 2001. Ulteriori pezzi della collezione sono la coppia di ballerini di acquerelli di Paul Klee, il dipinto Campbell's Soup Tomato Soup di Andy Warhol o l'installazione realizzato con spirali di piombo e chiodi di ferro Lead Piece di Richard Serra. Altre opere includono la costruzione di sei raggruppamenti colorati di Max Bill, Tutto è connesso di Mario Merz, Beuys / Voice - A Hole in the Hat di Nam June Paik e il lampadario The T.V. di Pipilotti Rist.